# 所さんのブクブクゴシゴシ!
所さんのブクブクゴシゴシ!（ところさんのブクブクゴシゴシ）は、2004年10月4日から2007年3月26日までTBSラジオをキーステーションに放送されていたラジオ番組。
TBSラジオでは毎週月曜21:00 - 22:00に放送されていた（プロ野球オフシーズン時はおとなの時間割に内包）。

## 内容
毎回、所ジョージとアシスタントが好き勝手にしゃべる番組。特に決まったコーナーはない。タイトルの「ブクブクゴシゴシ」というのは、石鹸で体を洗う擬音で統計調査でこの時間帯でラジオを聞いている大人は風呂にラジオを持ち込んでいると言う結果が現れ、長風呂で聞いて欲しいためにつけた。
- 番組冒頭で番組タイトルコール後に音効が歓声（の効果音）を入れているが、所は間違った番組名で歓声を入れさせようとして「所さんのブブブブシシシシ」「所さんのブクブクチンチロリン」などと言って音効をひっかけようとしたがことごとく失敗した。一回だけ成功したが、このときはいきなり正しい番組名を言って音効を焦らせたためであり、間違った番組名で歓声が入ることは最後までなかった。
- 番組のエンディングでリスナーからのはがきやメールの募集を告知していたものの、あまり番組で紹介される機会はなかった。それどころか、前の週に募集したテーマのメールを読もうとすると怒り出すことさえあった。
- 所ジョージによるフィーチャリングソングが流されることがあった(「海峡」「娘に捧げるバラード」等)。但し、販売にまでこぎつけられたことはなかった。
- 番組の締めの言葉は、「来週は、ちゃんとやります」。尚、最終回は「来週は、違う人がちゃんとやります」で締めくくった。

## 出演者

### パーソナリティ
- 所ジョージ

### アシスタント
- 駒田健吾（TBSアナウンサー、2006年8月～最終回）
- 太田ダメ吉（公式ページでは「太田君」と記載。番組内で途中「東京たまごやき」に改名。武方の降板からしばらくして報告なく降板。理由については、2006年秋に番組冒頭で所にお使いに行かせられた際、頼んだ「うぐいすあんのくるみまんじゅう」ではなく「白あんのくりまんじゅう」を買ってきてしまい、所の怒りを買ってしまってからフェードアウトしてしまった模様）
- 武方直己（元TBSアナウンサー、～2006年8月、広報部に異動の為降板）

## 企画
- 所さん私物プレゼント

## スタッフ
- 構成:クリタヤスシ
- ディレクター:おスギ（本名不明）

## ネット局（2006年4月～）
※●印の局はTBSと同時ネット
- TBSラジオ（キー局）　毎週月曜21:00～22:00
- 北日本放送　毎週土曜22:00～23:00
- 北陸放送　毎週日曜23:00～24:00
- 中部日本放送　毎週日曜24:00～25:00 ※愛知県にはデオデオと同じエディオングループのエイデンの本社がある。
- 山陰放送　毎週月曜21:00～22:00●
- 山陽放送　毎週日曜15:00～16:00
- 西日本放送　毎週月曜21:00～22:00●

| TBSラジオ 月曜21時台 | TBSラジオ 月曜21時台      | TBSラジオ 月曜21時台         |
| 前番組               | 番組名                    | 次番組                       |
| -------------------- | ------------------------- | ---------------------------- |
| 20：00～mix          | 所さんのブクブクゴシゴシ! | 20：00～こちら山中デスクです |